# Co-Med

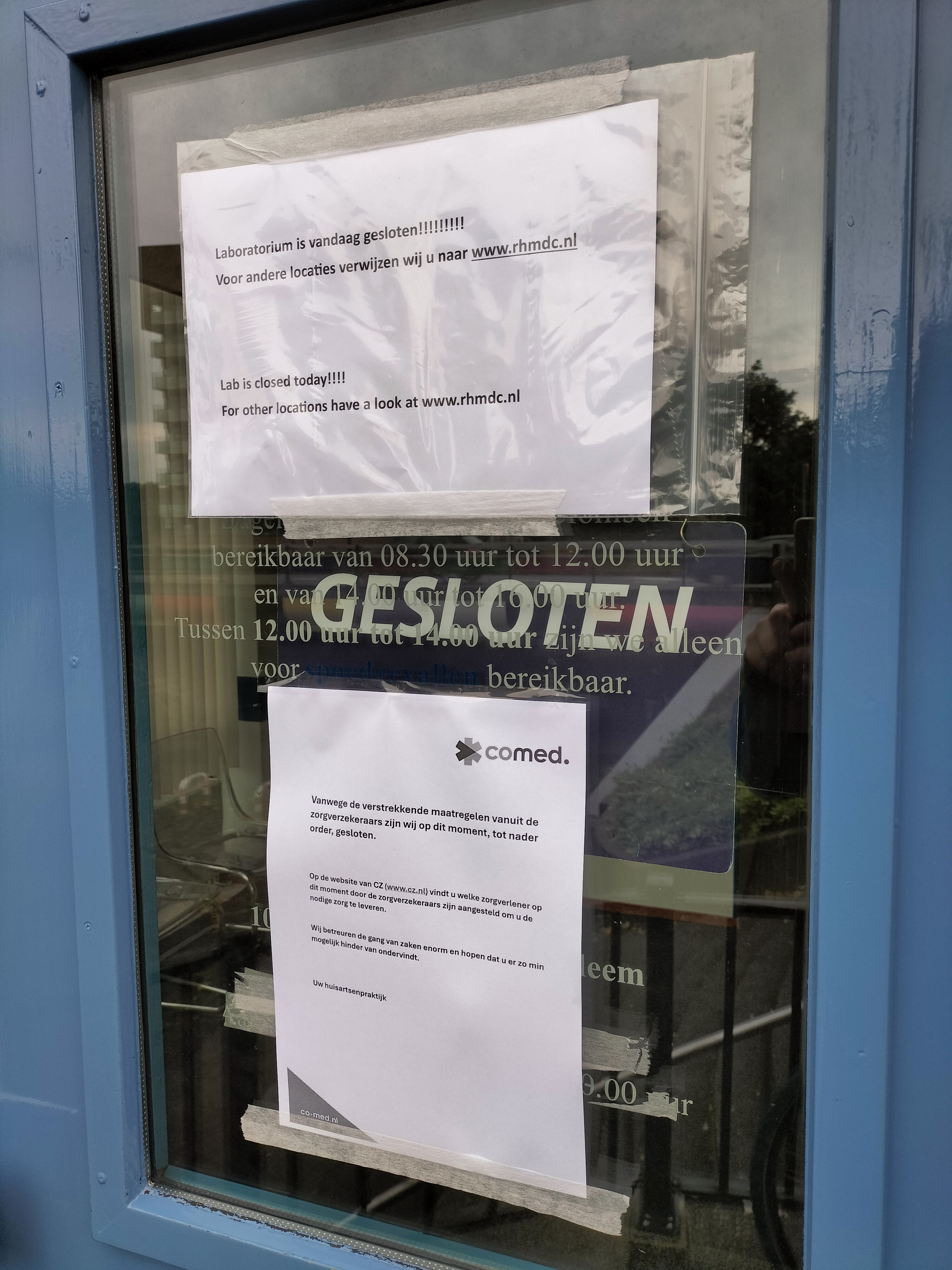
Gesloten deur bij Co-Med vestiging gezondheidspoort Amsterdam Zuidoost, op 21 juni 2024

Co-Med (Co-Med Zorg B.V.) was een Nederlandse huisartsenketen. Op 5 juli 2024 werd de zorg-BV van het bedrijf failliet verklaard.
Co-Med bedrijf werd in 2019 opgericht door Caro van Uden, Guy Schulpen en Guy Vroemen met als doel: "Door een andere manier van organisatie, huisartsenzorg toekomstbestendig te maken". 
Co-Med kocht vaak praktijken op van huisartsen die met pensioen gingen en geen opvolger hadden. Onderdeel van het bedrijfsmodel was een gecentraliseerd callcenter dat telefonisch of via videoverbindingen contact met de patiënt had voor een eerste opname van klachten, alleen bij complexere gevallen zou men de huisarts in de praktijk zien. Premiegeld dat bedoeld was voor patiëntenzorg werd door de directie gebruikt om nieuwe praktijken te kopen. Uiteindelijk had Co-Med 12 praktijken.
De keten lag langere tijd onder een vergrootglas na klachten van cliënten en een rapport van de Nederlandse Zorgautoriteit (NZa) en de Inspectie Gezondheidszorg en Jeugd (IGJ).
In juli 2023 keurde de NZa twee overnames door Co-Med nog goed. Toch gingen er slechte verhalen rond over dit bedrijf. Zo zou medisch personeel soms niet aanwezig zijn en deed onbevoegd personeel medische handelingen. Volgens De Volkskrant is minstens één overlijden te wijten aan niet-adequaat handelen van van Co-Med.
Begin juni 2024 werd een faillisementsaanvraag mede door dochterbedrijf en detacheringsbureau CareAbout afgewend. Eerder ging callcenter en zusterbedrijf PCC Tele-Services Amsterdam wel failliet, dat was het "Patiënt Contact Centrum" van Co-Med.
Per 21 juni 2024 waren bij verschillende vestigingen van Co-Med de deuren gesloten en werd de telefoon niet meer opgenomen.
Dinsdag 25 juni 2024 hebben de zorgverzekeraars aangegeven de contracten met Co-Med te gaan beëindigen, omdat Co-Med zijn verplichtingen niet is nagekomen en de continuïteit van goede zorg niet kon garanderen. Andere zorgverleners moesten de eerstelijnszorg voor hun patiënten overnemen.
Op 17 juli 2024 onthulde EenVandaag dat Co-Med op grote schaal heeft gefraudeerd met declaraties. In 2022 werd een uitdraai gemaakt van alle huisartsenpraktijken waar nog declaraties open stonden. Consulten werden in declaraties 'opgewaardeerd' naar dubbelconsulten. Hiermee hoopte Co-Med 1,5 tot 2 miljoen euro op te halen. Verzekeraars en de NZA reageerden na vragen van het programma dat ze al maanden onderzoek doen naar de fraude door keten.
Aangesloten huisartspraktijken lagen in het hele land: Amsterdam, Anna Paulowna, Bergen of Zoom, Breda, Breezand, Den Haag, Eindhoven, Enschede, Helmond, Oirschot, Reusel, Tilburg, Waalwijk en Zwolle. Het bedrijf was gevestigd in Maastricht.
Met het faillissement werden 50.000 patiënten de dupe en kwamen zonder huisarts te zitten. Zorgverzekeraars zochten een alternatieve oplossing. Zo wordt voor een deel de online huisartsenpraktijk Arene ingezet.
Demissionair minister van medische zorg Pia Dijkstra schreef 27 juni 2024 een uitgebreide brief over de situatie rondom Co-Med aan de Tweede Kamer, waarin staat: "Ik vind het van groot belang om deze casus te evalueren en hieruit lessen te trekken voor de toekomst.".
Op 28 april won onderzoeksjournalist Paul Schram van radio- en televisieprogramma EenVandaag van omroep AVROTROS in de categorie onderzoek de Tegel, een belangrijke journalistieke jaarprijs. Hij maakte de podcastreeks De Co-Med Crisis over misstanden bij huisartsenketen Co-Med.